# Chi Atisô
Chi Atisô (danh pháp khoa học: Cynara) là một chi của khoảng 10-15 loài cây lâu năm trong họ Cúc (Asteraceae), có nguồn gốc từ khu vực Địa Trung Hải, tây bắc châu Phi và quần đảo Canaria.
Các loài trong chi Cynara bị ấu trùng của một số loài côn trùng thuộc bộ Cánh vẩy (Lepidoptera) như Phlogophora meticulosa và Gymnoscelis rufifasciata phá hại.

## Các loài
- Cynara alba
- Cynara algarbiensis
- Cynara auranitica
- Cynara baetica
- Cynara cardunculus: Rau ca đông, atisô dại
  - Cynara scolymus hay Cynara cardunculus scolymus: Atisô
- Cynara cornigera?
- Cynara cyrenaica
- Cynara humilis
- Cynara hystrix
- Cynara kurdica
- Cynara pygmaea
- Cynara senneni
- Cynara sibthorpiana
- Cynara syriaca

Trong số các loài này có:
- C. cardunculus: Rau ca đông hay atisô dại, ở một vài nơi dùng làm rau. Nó là nguồn cung cấp chất làm đông phổ biến, được sử dụng làm nguồn thay thế cho rennet (men dịch vị lấy ở dạ dày bò) trong sản xuất phó mát, với ưu thế là phó mát sử dụng chất làm đông thực vật là hoàn toàn thích hợp cho những người ăn kiêng; nhiều loại phó mát ở Nam Âu theo truyền thống được làm theo cách này. Loài rau atisô có thể là một giống cây trồng cổ từ loài này.
- C. humilis: Cây kế dại ở Nam Âu và Bắc Phi, được người Berber dùng làm rau ăn. Giống như C. cardunculus, nó cũng có thể dùng trong sản xuất phó mát.
- C. scolymus hay Cynara cardunculus scolymus là loài atisô ăn được. Nó khác với C. cardunculus ở chỗ các thùy lá và các lá bắc bên trong của tổng bao ít gai hơn.